# Chinatown at Midnight

Chinatown at Midnight est un film américain de Seymour Friedman sorti en 1949.

## Fiche technique
- Réalisation : Seymour Friedman
- Scénario : Robert Libott, Frank Burt
- Date de sortie : 17 novembre 1949
- Producteur : Sam Katzman
- Société : Columbia Pictures
- Durée : 67 minutes

## Distribution
- Hurd Hatfield : Clifford Ward
- Jean Willes : Alice
- Tom Powers : Capitaine Howard Brown
- Ray Walker : Sam Costa
- Charles Russel : Fred Morgan
- Jacqueline DeWit : Lisa Marcel
- Maylia : Hazel Fong
- Ross Elliott : Eddie Marsh
- Benson Fong : Joe Wing
- Barbara Jean Wong : Betty Chang
- Victor Sen Yung : Propriétaire de l'hôtel
- Josephine Whittell : Emily Dryden